# Yeóryos Semertzídis
Yeóryos Semertzídis (en grec Γεώργιος Σεμερτζίδης), ou Georgios Semertzidis, est un footballeur grec né le 14 juin 1957.

## Carrière
- 1975-1985 : Aris FC  Grèce
- 1985-1987 (hiver) : Olympiakos  Grèce
- 1987 (hiver)-1990 : Apollon Kalamarias  Grèce

## Sélections
- 26 matchs et 2 buts entre 1977 et 1986 avec l'équipe de Grèce[1]

## Entraîneur
- 2006-2007 : Grèce -17 ans